# ズートピア:ホット・パシュート
『ズートピア：ホット・パシュート』（英: Zootopia: Hot Pursuit）は、上海ディズニーランドにあるトラックレス型のダークライドである。『ズートピア』シリーズを題材としており、2023年12月に同パークのズートピアエリアの目玉アトラクションとしてオープンした。このアトラクションは、中国本土におけるディズニー初のトラックレスライドであり、他のディズニーパークでのズートピア関連アトラクションのモデルとなる可能性が高いとされている。

## ストーリー
ゲスト（または新米警察官）は、ズートピア警察署（ZPD）に入ると、元副市長のドーン・ベルウェザーと彼女の部下である羊2匹が刑務所から脱走し、ズートピア・デイ・フェスティバルでの最新コンサートを控えた人気ポップスター、ガゼルを誘拐したという緊急事態の知らせを受ける。ベルウェザーは、かつての敗北への復讐として、この計画を実行していた。署長のボゴから状況を説明された直後、ベルウェザーがZPDのシステムをハッキングし、誘拐したガゼルについて挑発的な発言を行う。ボゴは事態の深刻さを伝え、ゲストに乗車ステーションへ向かい、ズートピア・デイ・フェスティバルを救う任務に出発するよう指示する。
ゲストがパトカーに乗り込むと、ツンドラタウンに到着し、警官のジュディ・ホップスとニック・ワイルドが出迎える。ジュディが状況を説明し、彼女とニックはベルウェザーを追い、ガゼルを救おうとする。しかし、ZPDに気付いた逃亡者たちは、ガゼルを連れてその場を脱出し、スノーモービルで逃げ出す。ジュディ、ニック、そしてゲストは予備のスノーモービルで追跡を開始し、ツンドラタウンを駆け抜ける。その後、サハラスクエアに入り、貨物列車に衝突しそうになりながらも、逃亡者たちは雪上車でクラッシュし、ゲストはサハラスクエアの他のエリアに進む。
そこで、デューク・ウィーゼルトンがガゼル関連のグッズを売りさばいている様子や、ガゼルのそっくりさんに遭遇する。その後、ジュディとニックは群衆の中でベルウェザーを見つけ追跡を開始するが、ゲストはミスティック・スプリングス・オアシスに迂回する。そこで、裸の住民たちに出会い、建物から逃げ出すベルウェザーを目撃する。
次にゲストはレインフォレスト地区に入り、ジュディとニックは空中トラムの車両に乗るベルウェザーと残りの羊を発見し、追跡を始める。ゲストも別の車両に乗り込み、ジュディとニックが車両の屋根に現れる。ニックは車両が安全であることを確認しようとするが、誤ってボルトを蹴り外してしまう。車両は文字通り「かろうじて吊り下がる」状態となり、さらにベルウェザーが登場して屋根からジュディとニックを蹴り落とし、ガゼルが別の車両から恐怖におののく様子が見られる。最終的にベルウェザーは車両を切り離し、ゲストの車両が地面に向かって急落下する中、ジュディとニックは羊を逮捕し、蔦に絡まって安全を確保する。
ゲストがサバンナ・セントラルに到着すると、ベルウェザーは逮捕を逃れようとしてサイドカー付きのモペッドで逃走を図る。しかし、ジュディとニックが乗るヘリコプターが現れ、最終的にガゼルを救出する。ベルウェザーはフェスティバルの参加者を次々に散らしながら追跡を続けるが、象の参加者が落としたアイスクリームコーンにモペッドが衝突し、彼女は空中に投げ飛ばされる。その後、彼女はビッグドーナツのケータリング・トラックの看板に挟まり、脅威は完全に終息する。ベルウェザーは最終的にベンジャミン・クロウハウザーに逮捕される。
ライドの最後には、ガゼルが「トライ・エヴリシング」をフェスティバルで披露し、ジュディとニックがゲストの協力を称賛して締めくくられる。

## 音楽
アカデミー賞受賞作曲家のマイケル・ジアッチーノが、このアトラクションの音楽を担当した。彼自身が作曲した映画『ズートピア』のスコアを基に、65人編成のオーケストラを使用して、ウォルト・ディズニー・アニメーション・スタジオ製作の映画のいくつかのシーンと同期する楽曲を制作した。この楽曲には、弦楽器、木管楽器、打楽器、金管楽器といったクラシックな編成に加え、ギター、ベース、ドラム、キーボードといったリズムセクションも含まれている。

## 事故
2023年12月24日、カチューシャを拾おうとして途中下車した子どもが、後ろから来たライド（乗り物）にはねられる事故が発生し、アトラクションが一時的に運営を中止する事態となった。上海ディズニーリゾートは公式微博（ウェイボー）アカウントで、アトラクションの運営を一時的に中止し、当日の再開は不可能であることを発表した。このアトラクションは試運転期間中や正式オープン後もシステムトラブルにより複数回運営を中止しており、SNS上で大きな注目を集めていた。

## 評価
このアトラクションは批評家や観客から高い評価を受けた。
また、第22回視覚効果協会賞において、特別会場プロジェクト部門の優れた視覚効果賞にノミネートされた。